# Ierland op het Eurovisiedansfestival
Ierland deed in 2007 en 2008 mee aan het Eurovisiedansfestival.
In 2007 stuurde Ierland Nicola Byrne en Mick Donegan naar het festival. Met de jive en de fandango behaalden ze een 3de plaats met 95 punten (37 punten minder dan winnaar Finland).
Ook in 2008 deed Ierland mee. Dit keer met Gavin Ó Fearraigh en Dearbhla Lennon, zij dansten paso doble, rumba en tapdans. Dit keer behaalde Ierland de 11de plaats.
Sinds 2009 wordt het festival niet meer gehouden.

## Lijst van Ierse deelnames
| Jaar | Artiest                              | Stijl                      | Plaats | Punten |
| ---- | ------------------------------------ | -------------------------- | ------ | ------ |
| 2007 | Nicola Byrne en Mick Donegan         | jive en fandango           | 3      | 95     |
| 2008 | Gavin Ó Fearraigh en Dearbhla Lennon | paso doble, rumba, tapdans | 11     | 40     |

2007 · 2008 
Zie ook: Eurovisiesongfestival · Junior Eurovisiesongfestival · Eurovision Young Musicians · Eurovision Young Dancers · Eurovision Choir
Azerbeidzjan · Denemarken · Duitsland · Finland · Griekenland · Ierland · Litouwen · Nederland · Oekraïne · Oostenrijk · Polen · Portugal · Rusland · Spanje · Verenigd Koninkrijk · Wit-Rusland · Zweden · Zwitserland